# Uppercu-Burnelli UB-20
Die  Uppercu-Burnelli UB-20 war ein Passagierflugzeug des US-amerikanischen Herstellers Aeromarine-Klemm Corp., wobei Vincent Burnelli der Konstrukteur und Vize-Chef der Firma war, während Inglis Uppercu als Präsident und Investor agierte. Das Ziel der 1929 gegründeten Firma war neben der Lizenzherstellung von Klemm-Leichtflugzeugen auch die Weiterentwicklung der von Burnelli konzipierten Auftriebsrumpf-(Lifting-Fuselage-)Flugzeuge. Die UB-20 hatte große Ähnlichkeit mit der früher gebauten CB-16.

## Konstruktion
Die UB-20 war ein abgestrebter Hochdecker mit einem festen Spornradfahrwerk. Sie gilt als die erste amerikanische Konstruktion, die eine mit Glattblech beplankte tragende Rumpfhaut aufwies.
Die Rumpfkonstruktion bestand aus sieben Querspanten und vier T-Längsträgern aus Duralumin sowie Stringern mit U-Querschnitt. Die Beplankung hatte eine Stärke von 0,8 mm und wurde mit der Unterkonstruktion vernietet.
Die Tragflächen hatten einen Aufbau bestehend aus zwei Metallkastenholmen mit speziellen gezogenen T-förmigen Winkelanschlüssen. Die Glattblech-Beplankung war 0,5 mm stark. Die Tanks lagen in der Tragflächenwurzel. Das Fahrgestell und die Motorlagerungen waren aus geschweißten Chrom-Molybdän-Stahlrohren hergestellt.
Die UB-20 hatte mit 27,45 m (90 ft) die gleiche Spannweite wie die CB-16, war aber kürzer (15,90 m (52 ft)) und stand 15 cm (6 in) höher. Die Passagierkabine mit 20 Sitzplätzen hatte die Abmessungen 5,19 m × 3,66 m (17 ft × 12 ft) und war 1,68 m (5 ft 6 in) hoch. Damit konnten statt der Passagiere auch sperrige Lasten transportiert werden. Die Passagierkabine war für diese Zeit sehr komfortabel eingerichtet. Es gab zurückklappbare Sitze, einen Waschraum und Kojen für Nachtflüge.
Wie auch bei den meisten anderen Burnelli-Flugzeugen waren die Motoren im Flug zugänglich. Die Maschine besaß daneben auch sehr gute Einmotorenflug-Eigenschaften, so konnte auch bei voller Zuladung die Flughöhe weiterhin gehalten werden. Ähnlich der Remington-Burnelli RB-2, die zu Werbezwecken ein Automobil im Rumpf transportierte, tat dies die UB-20 im Jahr 1934, indem ein Ford-Automobil im Auftrag der Sun Oil Company unter dem Rumpf zwischen den Fahrwerksbeinen transportiert wurde.

## Technische Daten
| Kenngröße  | Daten                                                  |
| ---------- | ------------------------------------------------------ |
| Besatzung  | 2                                                      |
| Passagiere | 20                                                     |
| Länge      | 15,90 m (52 ft)                                        |
| Spannweite | 27,45 m (90 ft)                                        |
| Höhe       | 3,97 m (13 ft)                                         |
| Triebwerke | 2 × Packard (wassergekühlt) mit je 750 PS (ca. 550 kW) |